# Testament (sastav)
Testament je američki thrash metal sastav iz Oaklanda.

## Povijest sastava
Sastav su 1983. pod imenom Legacy osnovali Eric Peterson i Derrick Ramirez. Svoj debitantski studijski album The Legacy objavili su 1987., a popularnost su stekli drugim, The New Order iz 1988. Kroz sastav je prošlo mnogo glazbenika, te je Peterson ostao kao jedini stalni član. Do sada su objavili ukupno dvanaest studijskih albuma, zasada posljednji Titans of Creation 2020. godine.

## Članovi sastava
Trenutačna postava
- Chuck Billy – vokali (1986. – danas)
- Eric Peterson – prva i ritam gitara (1983. – danas)
- Alex Skolnick – prva gitara (1983. – 1993., 2001., 2005. – danas)
- Steve DiGiorgio – bas-gitara (1999. – 2004., 2014. – danas)
- Gene Hoglan – bubnjevi (1996. – 1997., 2012. – danas)

Bivši članovi
- Greg Christian – bas-gitara (1983. – 1996., 2004. – 2014.)
- Steve Souza - vokali (1983. – 1986.)
- Louie Clemente - bubnjevi (1983. – 1993., 2005.)
- John Tempesta - bubnjevi (1993. – 1994., 2005.)
- Dave Lombardo - bubnjevi (1999.)
- Paul Bostaph - bubnjevi (1993., 2007. – 2011.)
- Glen Alvelais - gitara (1993., 1997. – 1998.)
- Derrick Ramirez - bas-gitara, gitara, vokal
- James Murphy - gitara (1994. – 1996., 1998. – 1999.)
- Jon Allen - bubnjevi (1999. – 2004., 2007.)
- "Metal" Mike Chlasciak - gitara (2002.)
- Jon Dette - bubnjevi (1994. – 1995., 1997., 2000.)
- Steve Smyth - gitara (2000. – 2004.)

- Chris Kontos - bubnjevi (1995.)

## Diskografija
Studijski albumi
- The Legacy (1987.)
- The New Order (1988.)
- Practice What You Preach (1989.)
- Souls of Black (1990.)
- The Ritual (1992.)
- Low (1994.)
- Demonic (1997.)
- The Gathering (1999.)
- The Formation of Damnation (2008.)
- Dark Roots of Earth (2012.)
- Brotherhood of the Snake (2016.)
- Titans of Creation (2020.)

## Vanjske poveznice
- Službena stranica